# نورمن آزبورن
نورمن آزبورن (به انگلیسی: Norman Osborn) یک شخصیت خیالی ابر جناینکار در کتاب‌های کامیک منتشر شده توسط مارول کامیکس است. این شخصیت توسط استن لی و استیو دیتکو خلق شده‌است، و برای نخستین بار در جلد شماره ۱۴ از کمیک مرد عنکبوتی شگفت‌انگیز در (ژوئیه ۱۹۶۴) به عنوان تجسم اصلی گرین گابلین حضور پیدا کرد.
نورمن آزبورن رئیس شرکت صنعتی آسکورپ بود او پس از اینکه آزمایشی روی خودش انجام داد به فردی قدرتمند، اما دیوانه به نام گرین گابلین تبدیل شد. همچنین نورمن آزبورن به عنوان پدر هری آزبورن، پدربزرگ نورمی و استنلی آزبورن و قاتل گوئن استیسی، سپس بن رایلی و فلش تامپسون، و همچنین بزرگترین دشمن مرد عنکبوتی معرفی شده‌است.
به عنوان گابلین، او ظاهری با مضمون هالووین را برای خود انتخاب کرده است، در واقع گرین گابلین همان جوکر (شخصیت) مارول است ، ویلم دفو نقش نورمن آزبورن  را به خوبی ایفا کرده است.
: لباسی شبیه به گابلین بر تن دارد، سوار بر وسیله‌ای به شکل خفاش به نام «گابلین گلایدر» است، و دارای مجموعه‌ای از سلاح‌هایی با فناوری پیشرفته مانند نارنجک‌هایی شبیه به بمب‌های کدو تنبل است که از آن‌ها برای ترساندن شهر نیویورک استفاده می‌کند. اگرچه آزبورن بعضی مواقع با دیگر ابرشروران همچون دکتر اختاپوس و میستریو، و گروه‌هایی مانند شش فاسد و انتقام‌جویان تاریک همکاری می‌کند، اما روابط آن‌ها اغلب به دلیل تمایل غیر قابل مهار آزبورن به آشوب و ویرانی زمان زیادی به طول نمی‌انجامد.

## زندگی‌نامه ساختگی شخصیت

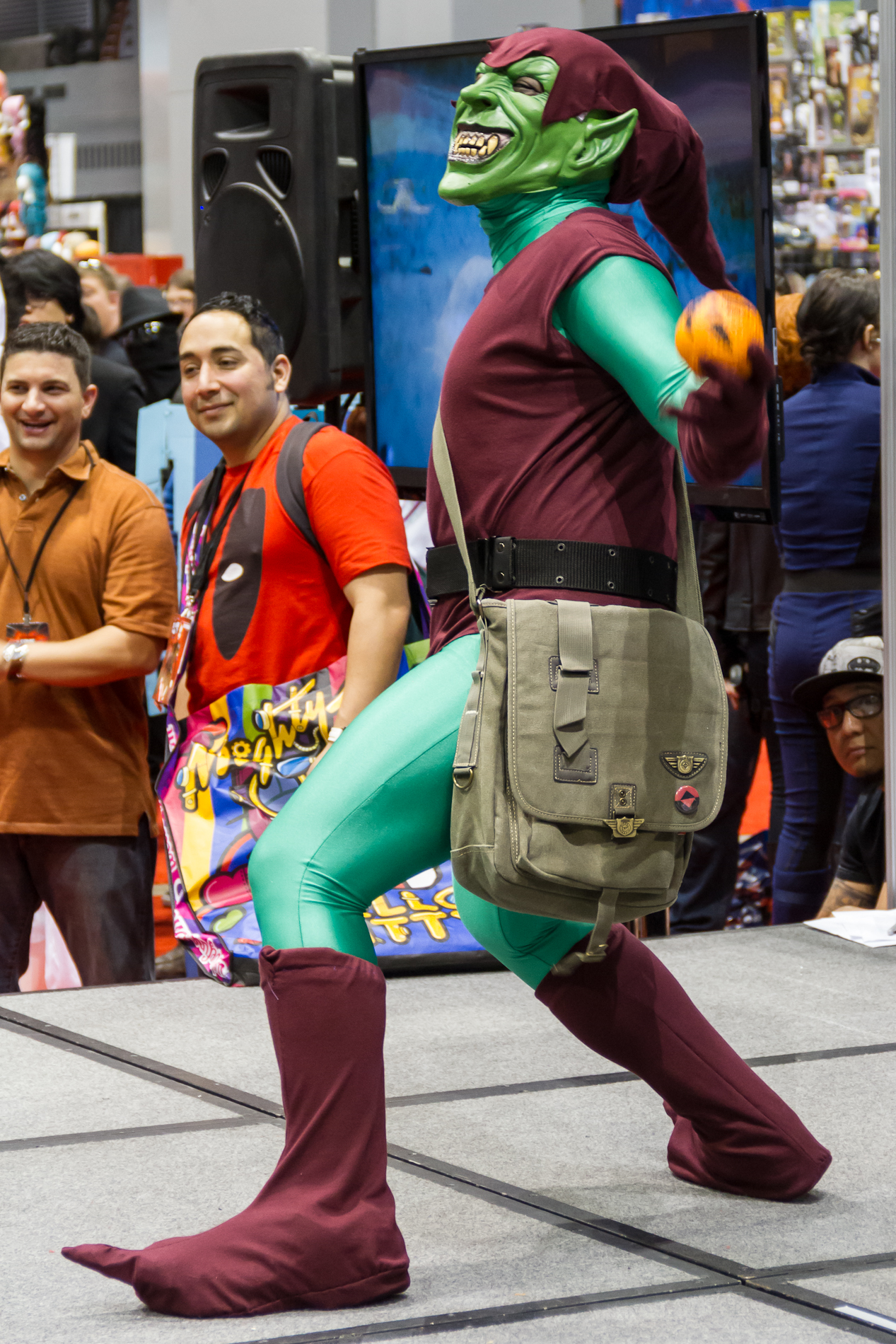
لباس و کاسپلی شخصیت خیالی گرین گابلین.

نورمن آزبورن، فرزند یک کارآفرین ثروتمند به نام آمبرسون آزبورن در نیو هیون، کنتاکی متولد شد. آمبرسون، پس از اینکه شرکت تولیدی و ثروتش را از دست داد شروع به مصرف مشروبات الکی و آزار و اذیت خانوادش کرد، به همین دلیل نورمن از پدرش متنفر شد و تصمیم گرفت خودش خرج خانواده‌اش را بدهد.
نورمن در کالج مدیریت بازرگانی و مهندسی برق مطالعه کرد، همچنین او با یکی از دختران کالج ازدواج کرد و صاحب یک فرزند پسر به نام هارولد «هری» آزبورن شد. او با کمک  دکتر اختاپوس شرکت آسکورپ را تأسیس کردند و حتی نام این شرکت از ترکیب فامیلی اکتاپوس و آزبورن . این شرکت برای او بسیار موفقیت‌آمیز بود و نورمن ثروتی که در کودکی‌اش از دست داده بود را دوباره به‌دست‌آورد، ولی همسر او بیمار می‌شود و می‌میرد. استرسی که نورمن را وادار به سخت کارکردن می‌کند موجب می‌شود از لحاظ احساسی به هری توجه نداشته باشد.
نورمن که تمایل دارد کنترل بیشتری بر صنایع آسکورپ داشته باشد مارتین لی را با داروی خودش آزمایش می کند و او را به مستر نگاتیو تبدیل میکن . نورمن همچنین برای تسخیر کل شرکت با دکتر اختاپوس دعوا راه می اندازد و تمام حساب هایش را می بندد و به همین دلیل دکتر اختاپوس برای انتقام از او خود را قدرتمندتر و ابرشرور می کند و عضوی از شش خبیث می شود و با شش خبیث با نورمون می جنگند او نورمون را می گیرد و از بالای شرکت آسکورت پرت می کند اما مرد عنکبوتی نورمون را می گیرد و بعد هم دکتر اختاپوس دستگیر می شود و نورمون برای انتقام از اختاپوس به دنبال یافتن اموال بیشتر آزمایشی روی خودش انجام می‌دهد، سرم منفجر می‌شود و هوش و توانایی‌های فیزیکی نورمن افزایش داده می‌شود و به گرین گابلین تبدیل می‌شود اما به طرز وحشتناکی به دیوانگی سوق داده می‌شود.
نورمن هویت گرین گابلین را با هدف تبدیل شدن به رهبر جرم‌های سازمان یافته شهر تصویب می‌کند و قصد دارد جایگاه خود را با شکست دادن مرد عنکبوتی بسازد. او از طریق استخدام دیگر مجرمان چندین بار برای مرد عنکبوتی مزاحمت ایجاد می‌کند اما به هدفش نمی‌رسد. دکتر استروم از دست سربازان مستر نگاتیو درونی های شیطان بازمی‌گردد و تلاش می‌کند با استفاده از یک ارتش روبات از آزبورن انتقام بگیرد، ولی مرد عنکبوتی نورمن را نجات می‌دهد و بعد دکتر استروم بر اثر حمله قلبی می‌میرد. و بعد از این ماجرا نورمون تصمیم می گیرد گوئن استیسی را بکشد و او را می کشد و بعد از این مرگ غمگین و جنایت های بزرگش سر انجام توسط مرد عنکبوتی کشته می شود و گرین گابلین بعدی پسرش هری آزبورن است که می خواهد از مرد عنکبوتی به خاطر کشتن پدرش انتقام می گیرد.